# Diócesis de Boké
La diócesis de Boké (en francés: Diocèse de Boké) es una circunscripción eclesiástica de la Iglesia católica en Guinea. Se trata de una diócesis latina, sufragánea de la arquidiócesis de Conakri. Desde el 22 de febrero de 2024 su obispo es Moïse Tinguiano.

## Territorio y organización
La diócesis tiene 27 908 km² y extiende su jurisdicción sobre los fieles católicos de rito latino residentes en la región de Boké, excepto algunas zonas de la prefectura de Boffa.
La sede de la diócesis se encuentra en la ciudad de Boké, en donde se halla la Catedral del Sagrado Corazón de Jesús.
En 2024 en la diócesis existían 6 parroquias.

## Historia
La diócesis fue erigida el 22 de febrero de 2024 por el papa Francisco, obteniendo el territorio de la arquidiócesis de Conakri.

## Estadísticas
Según el Boletín de la Santa Sede la diócesis tenía a principios de 2024 un total de 10 225 fieles bautizados.
| Año                                                                             | Población            | Población | Población      | Sacerdotes | Sacerdotes    | Sacerdotes    | Bautizados por sacerdote | Diáconos permanentes | Religiosos | Religiosos | Parroquias |
| Año                                                                             | Bautizados católicos | Total     | % de católicos | Total      | Clero secular | Clero regular | Bautizados por sacerdote | Diáconos permanentes | Varones    | Mujeres    | Parroquias |
| ------------------------------------------------------------------------------- | -------------------- | --------- | -------------- | ---------- | ------------- | ------------- | ------------------------ | -------------------- | ---------- | ---------- | ---------- |
| 2024                                                                            | 10 225               | 1 153 909 | 0.9            | 12         | 11            | 1             | 852                      |                      | 11         | 12         | 6          |
| Fuente: Catholic-Hierarchy, que a su vez toma los datos del Anuario Pontificio. |                      |           |                |            |               |               |                          |                      |            |            |            |

## Episcopologio
- Moïse Tinguiano, desde el 22 de febrero de 2024